# Antonio Briones Yacobi
Antonio Briones Yacobi (Marbella, 17 de juliol de 1939) és un entrenador espanyol de futbol. En tres ocasions ha entrenat a l'Atlètic de Madrid en la primera divisió.

## Trajectòria
Antonio Briones és un entrenador de futbol, que durant molts anys va formar part del cos tècnic de l'Atlètic de Madrid. En tres ocasions, i de forma interina davant el cessament de l'entrenador del primer equip, va haver de posar-se al capdavant del mateix.
La temporada 1987/88, després dels cessaments successius de César Luis Menotti i José Armando Ufarte va dirigir a l'equip en els sis últims partits de Lliga. Novament, la temporada següent (1988/89) va ser requerit per a entrenar el conjunt matalasser. En aquesta ocasió fou durant les jornades 6 i 7, després de cessar José María Maguregui i abans del fitxatge de Ron Atkinson.
Finalment, en la temporada 1989/90, es va fer càrrec de l'equip en la jornada 28, després del cessament de Javier Clemente i abans de la incorporació de Joaquín Peiró Lucas.
En total, ha dirigit onze partits en la primera divisió, tots a l'Atlètic de Madrid.